# Elena Fabrizi
Pour les articles homonymes, voir Fabrizi.
Elena Fabrizi (Rome, 17 juin 1915 – Rome, 9 août 1993) est une actrice de cinéma et de télévision et une personnalité de la télévision. Elle est également connue sous le nom de Lella Fabrizi et Sora Lella.

## Biographie
Elena Fabrizi est née le 17 juin 1915 à Rome et est la sœur de l'acteur et réalisateur Aldo Fabrizi.
À la fin des années 1950 Elena Fabrizi commence à apparaître occasionnellement dans des films, considérant sa carrière d'actrice juste comme un hobby, son vrai métier étant la gastronomie. Elle joue principalement des rôles de second plan. Sa carrière d'actrice connait son apogée au début des années 1980, grâce à une série de films réalisés par Carlo Verdone dans lesquels elle joue le rôle typique de la grand-mère débonnaire et grognante.
En 1981, elle concourt pour le David di Donatello de la meilleure actrice pour son rôle dans Bianco, rosso e Verdone  et en 1984, elle remporte un David di Donatello de la meilleure actrice dans un second rôle pour sa performance dans Acqua e sapone.
Elena Fabrizi est également une personnalité de la télévision et a été régulièrement invitée à la télévision au programme Maurizio Costanzo Show,,,.
Souffrant de diabète, elle meurt d'une attaque cérébrale à l'hôpital Fatebenefratelli de Rome le 9 août 1993. Elle sera enterrée au cimetière Flaminio.

## Source de traduction
- (en) Cet article est partiellement ou en totalité issu de l’article de Wikipédia en anglais intitulé « Elena Fabrizi » (voir la liste des auteurs).